# Сухарі
Сухарі — хлібобулочний виріб, спеціально розрізаний і висушений хліб (батон) або бісквіт з метою або зберігання, або подальшого кулінарного застосування в різні страви. Сухарі також використовуються в мореплаванні, в арміях і в далеких експедиціях.
В сухарі для зберігання сушать свіжий, нележалий, м'який хліб в слабо нагрітій духовці, нарізаючи його скибками не товще одного сантиметра, причому скоринку залишають незайманою. В сухарі для кулінарного застосуванням скоринку обрізають перед сушінням як у білого, так і у чорного хліба.
Терті сухарі застосовуються в котлети для панірування, в хлібний супи, пудинги, кондитерські вироби, шарлотки і інші солодкі страви.
В наш час виробляються як сухарі, так і сухарики — сушений хліб дрібними шматочками, часто з різними смаковими добавками-ароматизаторами.